# Большие гонки (Украина)
«Большие гонки» (укр. Великі перегони) — реалити-шоу, снятое и показанное телеканалом «1+1». Украинская адаптация оригинального формата «The Amazing Race», премьера которого состоялась в США в 2001 году. На данный момент отснято 22 сезона американской версии программы. За время существования шоу «The Amazing Race» получило 13 наград телевизионной премии «Эмми».
Ведущим «Больших гонок» стал украинский рэпер Фоззи из группы ТНМК.
Премьера шоу состоялась 13 апреля 2013. Рейтинг премьерного показа составил 19 %.
В июне 2013 года канал «1+1» объявил о начале кастинга второго сезона реалити-квеста «Великі перегони».

## Описание формата
Десять пар участников (друзья, коллеги, супруги, влюбленные пары, родители с детьми) отправляются в кругосветную гонку. Их ждут различные страны, города и десятки всевозможных заданий.
В начале каждого этапа игроки получают конверт, в котором находится описание задания или места, куда они должны добраться. Только после того, как команда выполнит это задание или прибудет в пункт назначения, она сможет получить следующий конверт.
Как правило, конверты находятся в специальных ящиках или у судей, которые наблюдают за правильностью исполнения заданий. Если участники отказываются выполнить задание, они получают штраф (штрафное время).
Игрокам запрещено пользоваться мобильными телефонами, интернетом, GPS-навигаторами и другими техническими средствами. Во время гонки участники могут пользоваться только теми деньгами, которые были выданы им в начале этапа.
Команда, которая последней приходит на финиш — выбывает из шоу. Пара, которая дойдет до финала и выиграет в «Больших гонках», получит приз — 500 тысяч гривен.

### Маршрут

Маршрут «Больших гонок»

Команды «Больших гонок» посетили три континента и семь стран.
Первый сезон реалити-шоу состоял из 12 этапов:
- Киев (Украина) → Дубай (ОАЭ)
- Дубай (Объединённые Арабские Эмираты) → Коломбо (Шри-Ланка)
- Коломбо (Шри-Ланка) → Калутара (Шри-Ланка)
- Калутара (Шри-Ланка) → Сингапур (Сингапур)
- Сингапур (Сингапур) → Остров Палаван (Филиппины)
- Остров Палаван (Филиппины)
- Остров Палаван (Филиппины) → Порт-Элизебет (ЮАР)
- Порт-Элизебет (ЮАР) → Кейптаун (ЮАР)
- Кейптаун (ЮАР) → Амстердам (Нидерланды)
- Амстердам (Нидерланды) → Краков (Польша)
- Краков (Польша) → Недзица (Польша)
- Недзица (Польша) → Киев (Украина)

## Правила гонок

### Особые этапы
В «Больших гонках» есть этапы, в которых ни одна из команд не покидает шоу. Однако пара, которая приходит последней, получает штраф (штрафное время). Свой штраф игроки должны отбывать на финише следующего этапа. В это время другие команды могут их обойти.

### Типы заданий
Маршрутный лист — информация о следующее пункте назначения или задании.
Задание для одного — задание, которое должен выполнить один из игроков. Второй участник команды может только наблюдать. Он не имеет права что-либо советовать или помогать первому игроку.
Задание на выбор — команда должна выбрать одно из двух заданий (например, «белое» или «черное») и отправится выполнять его. Если у пары не получается выполнить это задание она может сменить его на второе.

### Система штрафов
В реалити-шоу «Большие гонки» предусмотрена следующая система штрафов.
Если команда отказывается от выполнения задания — штраф 4 часа.
Если у команды не получилось выполнить задание за установленное время или число попыток — штраф 4 часа.
Если команда приходит последней в особом этапе, когда ни одна пара не покидает шоу, — штраф 30 минут (команда отбывает штраф на финише следующего этапа). Также предусмотрены дополнительные штрафы (зависят от того, какие правила гонок нарушили игроки).

## Команды
О кастинге шоу было объявлено на сайте канала «1+1» 23 июня 2012 года. В итоге было отобрано 10 команд из двух игроков.
| Команда              | Связь               | Позиция (по этапам) | Позиция (по этапам) | Позиция (по этапам) | Позиция (по этапам) | Позиция (по этапам) | Позиция (по этапам) | Позиция (по этапам) | Позиция (по этапам) | Позиция (по этапам) | Позиция (по этапам) | Позиция (по этапам) | Позиция (по этапам) |
| Команда              | Связь               | 1                   | 2                   | 3                   | 4                   | 5                   | 6                   | 7                   | 8                   | 9                   | 10                  | 11                  | 12                  |
| -------------------- | ------------------- | ------------------- | ------------------- | ------------------- | ------------------- | ------------------- | ------------------- | ------------------- | ------------------- | ------------------- | ------------------- | ------------------- | ------------------- |
| Константин и Яков    | Отец и сын          | 2е                  | 4е                  | 1е                  | 3е                  | 5е                  | 3е                  | 2е                  | 1е                  | 1е                  | 1е                  | 1е                  | 3е                  |
| Алексей и Алёна      | В гражданском браке | 9е                  | 7е                  | 7е                  | 2е                  | 7е                  | 2е                  | 3е                  | 4е                  | 2е                  | 3е                  | 3е                  | 2е                  |
| Валерия и Богдана    | Королевы красоты    | 8е                  | 5е                  | 4е                  | 1е                  | 2е                  | 1е                  | 4е                  | 3е                  | 3е                  | 2е                  | 2e                  | 1е                  |
| Александр и Владимир | Врачи               | 7е                  | 9е                  | 6е                  | 6е                  | 1е                  | 5е                  | 6е                  | 5е                  | 4е                  | 4е                  |                     |                     |
| Игорь и Василий      | Спортсмены          | 1е                  | 2е                  | 2е                  | 4е                  | 6е                  | 4е                  | 1е                  | 2е                  | 5е                  |                     |                     |                     |
| Наталья и Татьяна    | Подруги             | 6е                  | 6е                  | 5е                  | 5е                  | 4е                  | 6е                  | 6е                  |                     |                     |                     |                     |                     |
| Андрей и Ирина       | Влюбленные          | 5е                  | 1е                  | 3е                  | 7е                  | 3е                  | 7е                  |                     |                     |                     |                     |                     |                     |
| Анна и Роман         | Супруги             | 4е                  | 3е                  | 8е                  | 8е                  |                     |                     |                     |                     |                     |                     |                     |                     |
| Алла и Александра    | Мать и дочь         | 3е                  | 8е                  | 9е                  |                     |                     |                     |                     |                     |                     |                     |                     |                     |
| Владимир и Ирина     | Отец и дочь         | 10е                 |                     |                     |                     |                     |                     |                     |                     |                     |                     |                     |                     |

- Красный маркер означает, что команда выбыла из шоу.
- Синий маркер  означает, что команда пришла последней на «особом этапе» (Non-Elimination Leg) и не выбывает из гонки. В следующем этапе команда получает штраф (30 минут) или дополнительное задание.

Победителями первого сезона «Больших гонок» стали королевы красоты Валерия и Богдана. Команда получила главный приз шоу — 500 тысяч гривен.